# Tramwaje w Santa Inés
Tramwaje w Santa Inés − zlikwidowany system komunikacji tramwajowej w Santa Inés w Chile, działający w latach 1890−1940.

## Historia
W 1890 spółka Ferrocarril de Santa Inés otworzyła linię tramwaju konnego. Linię zbudowano początkowo dla transportu owoców i pracowników pracujących w pobliskich gospodarstwach. W późniejszym czasie tramwaje stały się dostępne dla wszystkich mieszkańców. Sieć liczyła 9 km, a rozstaw szyn wynosił 750 mm. System był w kształcie litery T. Tramwaje łączyły gospodarstwa rolne, dworzec kolejowy w Nos, i tramwaje z San Bernardo. W 1919 tramwajami przewieziono ponad 30 tysięcy pasażerów. System zamknięto w 1940.